# Salenberg (Naturschutzgebiet)
Das Gebiet Salenberg ist ein mit Verordnung vom 8. Mai 1942 ausgewiesenes Naturschutzgebiet (NSG-Nummer 4.052) in Lonsee im baden-württembergischen Alb-Donau-Kreis in Deutschland.

## Lage
Das rund 29 Hektar große Naturschutzgebiet „Salenberg“ gehört naturräumlich zum Albuch und Härtsfeld und zur Lonetal-Flächenalb. Es liegt etwa 900 Meter nordwestlich des Lonseer Ortsmitte auf einer Höhe von 570 bis 640 m ü. NHN.

## Schutzzweck
Wesentlicher Schutzzweck ist die Erhaltung und Aufwertung einer typischen, artenreichen Albwacholderheide, deren landschaftliche Schönheit und Eigenart das Erscheinungsbild der stark expandierenden Gemeinde Lonsee wesentlich mitprägt.
Pflegemaßnahmen wie Schafbeweidung und Mahd, entfernen von Gehölzen sowie die Förderung der natürlich vorkommenden Baum- und Straucharten sind erforderlich, um den Charakter des Schutzgebietes zu erhalten.

## Flora und Fauna

### Flora
Aus der schützenswerten Flora sind folgende Arten (Auswahl) zu nennen: Echte Mehlbeere (Sorbus aria), Gemeiner Wacholder (Juniperus communis), Hänge-Birke (Betula pendula), Rotbuche (Fagus sylvatica), Sal-Weide (Salix caprea), Vogel-Kirsche (Prunus avium) und Wildbirne (Pyrus pyraster).

### Fauna
Aus der schützenswerten Fauna sind folgende Spezies (Auswahl) zu nennen:
- Insekten
  - Rotbraunes Wiesenvögelchen (Coenonympha glycerion)
  - Sonnenröschen-Grünwidderchen (Adscita geryon)
  - Steinklee-Widderchen
- Vögel
  - Heidelerche (Lullula arborea)
  - Neuntöter (Lanius collurio) oder Rotrückenwürger

## Zusammenhang mit anderen Schutzgebieten
Mit dem Naturschutzgebiet „Salenberg“ sind das FFH-Gebiet „Kuppenalb bei Laichingen und Lonetal“ (7425-311), das Landschaftsschutzgebiet „Lonsee“ (4.25.110) sowie das Vogelschutzgebiet „Salenberg“ (7425-401) als zusammenhängende Schutzgebiete ausgewiesen.